# Валентін Дюмон
Валентін Дюмон (2 липня 2000) — бельгійська плавчиня. Учасниця Чемпіонату світу з водних видів спорту 2022, де в попередніх запливах на дистанціях 100, 200 і 400 метрів вільним стилем посіла, відповідно, 20-те, 17-те і 20-те місця й не потрапила до наступного раунду.